# Kawajima
Kawajima (川島町?) è una cittadina giapponese della prefettura di Saitama.